# بيكا هاماليانين (مؤرخ)
بيكا هاماليانين (بالفنلندية: Pekka Hämäläinen)‏ هو مؤرخ فنلندي، ولد في 1967.

## وصلات خارجية
- بيكا هاماليانين على موقع ميوزك برينز (الإنجليزية)